# تحول ديني

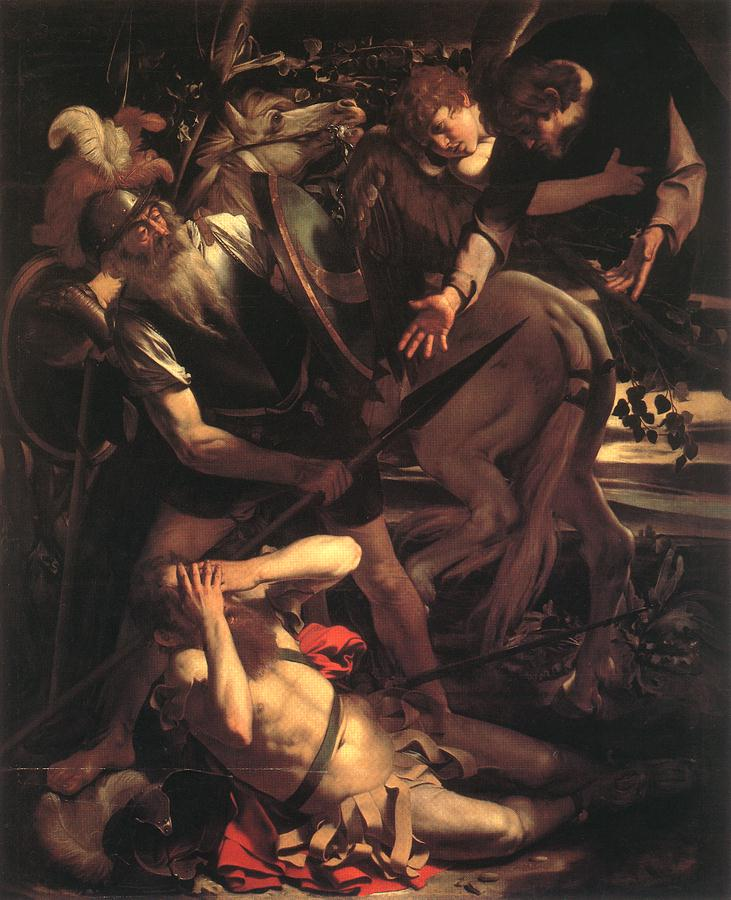

التحول الديني هو تبني مجموعة من المعتقدات المحددة بطائفة دينية معينة لاستبعاد الآخرين. وهكذا فإن «التحول الديني» يصف التخلي عن الانتماء لطائفة ما والانتماء إلى أخرى. قد يكون هذا من طائفة إلى أخرى داخل نفس الدين، على سبيل المثال، من المعمدانية إلى المسيحية الكاثوليكية أو من الإسلام السني إلى الإسلام الشيعي. في بعض الحالات، يعتبر التحول الديني «تحولًا في الهوية الدينية ويرمز إليه بطقوس خاصة».

## أنواع التحول الديني
التحول من دين إلى آخر قد يكون بسبب اختيار الشخص واقتناعه، وقد يكون تحولا قسريا كمن يكره طوائف من الناس على الدخول في الدين الذي يعتقده، لكن في هذه الحالة قد يتمسك المكرهون بدينهم سرا مع الحفاظ ظاهريا بأشكال الدين الجديد، لأن الإكراه ليس أداة للإقناع.